# Drag Race Sverige
Drag Race Suède (appelée aussi Drag Race Sweden ou Drag Race Sverige) est une émission de téléréalité suédoise basée sur la série télévisée américaine RuPaul's Drag Race.
L'émission, présentée par Robert Fux, est un concours de drag queens au cours de laquelle est sélectionnée la « prochaine grande reine du drag suédois ». Chaque semaine, les candidates sont soumises à différents défis et sont évaluées par un groupe de juges dont font partie des personnalités qui critiquent la progression des participantes et leurs performances.
L'adaptation a été annoncée en avril 2022 et le casting a commencé en mai. Mastiff AB produira l'émission. Les producteurs exécutifs sont RuPaul et Tom Campbell, ainsi que les fondateurs de World of Wonder, Fenton Bailey et Randy Barbato. L'émission sera présentée par Robert Fux et la première saison devrait être diffusée en 2023. En janvier 2023, la date de la première a été confirmée comme étant le 4 mars 2023 avec le reste du jury : la chanteuse et actrice Kayo et l'animateur de radio et de télévision Farao Groth.

## Format

### Mini défi
Le mini défi consiste souvent en une tâche ordonnée aux candidates au début d'un épisode avec des prérequis et des limitations de temps. La ou les gagnante(s) du mini défi sont parfois récompensées par un cadeau ou un avantage lors du maxi défi. Certains épisodes ne présentent pas de mini défi.

### Maxi défi
Il peut s'agir d'un défi individuel ou d'un défi de groupe. Les thèmes des maxi défis sont très variés, mais sont souvent similaires de saison en saison : les candidates ont souvent pour défi de confectionner une ou plusieurs tenues selon un thème précis, parfois en utilisant des matériaux non conventionnels. D'autres défis se concentrent sur la capacité des candidates à se présenter face à une caméra, à se représenter sur de la musique ou humoristiques.

### Défilé
Après le maxi défi, les candidates défilent sur le podium principal de Drag Race Sverige. Le défilé est composé de la tenue confectionnée par les candidates pour le défi ou d'une tenue au thème assigné aux candidates avant l'émission et annoncé au début de la semaine : cette tenue est généralement amenée au préalable par les candidates et n'est pas préparée dans l'atelier. Le défilé fait généralement partie du jugement final des candidates.

### Lip-syncs
Lors de chaque épisode, les candidates en danger d'élimination doivent faire un playback sur une chanson annoncée au préalable afin d'impressionner les juges. Après la performance, la gagnante du lip-sync, qui reste dans la compétition, est annoncée, tandis que la candidate perdante est éliminée de la compétition.

## Juges deDrag Race Sverige
Après le défi et le défilé de la semaine, les candidates font face à un panel de jurés afin d'entendre les critiques de leur performance. Le jugement se compose de deux parties ; une première partie avec les meilleures et pires candidates de la semaine sur le podium et une deuxième partie de délibérations entre les juges en l'absence des candidates.
| Juge        | Saison     |
| Juge        | 1          |
| ----------- | ---------- |
| Robert Fux  | Principale |
| Kayo        | Principale |
| Farao Groth | Principal  |

### Juges invités
Des personnalités sont souvent invitées dans le panel des jurés. Leur présence peut avoir un rapport avec le thème du défi de la semaine ou avec la chanson prévue pour le Lip-Sync de l'épisode.
Saison 1
- Daniela Rathana, chanteuse
- Siw Malmkvist, actrice et chanteuse
- Tone Sekelius, chanteuse
- Christer Lindarw, drag queen
- Fredrik Robertsson, designer
- Arantxa Alvares, chanteuse et présentatrice
- Omar Rudberg, chanteur et acteur
- Loreen, chanteuse
- Caroline Hjelt, chanteuse du groupe Icona Pop
- Shima Niavarani, actrice et chanteuse
- Benjamin Jonsson, chorégraphe

## Récompenses
Chaque saison, la gagnante de l'émission reçoit une sélection de récompenses.

## Résumé des saisons
| Saison | Date de première diffusion | Date de dernière diffusion | Gagnante            | Seconde(s) | Récompenses |
| ------ | -------------------------- | -------------------------- | ------------------- | ---------- | ----------- |
| 1      | 4 mars 2023                | 22 avril 2023              | Admira Thunderpussy | Fontana    |             |

### Progression des candidates
La concurrente a été éliminée une première fois avant d'être réintégrée dans la compétition.
|                    | Saison 1            |
| ------------------ | ------------------- |
| Première diffusion | 04 mars 2023        |
| Épisodes           | 8                   |
|                    |                     |
| Gagnante           | Admira Thunderpussy |
| Seconde(s)         | Fontana             |
| 3e place           | Vanity Vain         |
| 4e place           | Elecktra            |
| 5e place           | Antonina Nutshell   |
| 6e place           | Santana Sexmachine  |
| 7e place           | Imaa Queen          |
| 8e place           | Endigo              |
| 9e place           | Almighty Aphroditey |

### Saison 1(2023)
La première saison de Drag Race Sverige est diffusée pour la première fois sur SVT le 4 mars 2023. Le casting est composé de neuf candidates et est annoncé le 5 février 2023.